# Bemisia decipiens
Bemisia decipiens là một loài côn trùng cánh nửa trong họ Aleyrodidae, phân họ Aleyrodinae.
Bemisia decipiens được Maskell miêu tả khoa học đầu tiên năm 1896.